# Prästegården
Prästegården is een plaats in de gemeente Göteborg in het landschap Bohuslän en de provincie Västra Götalands län in Zweden. De plaats is opgedeeld in twee småorter: Prästegården (noordelijk deel) (Zweeds: Prästegården (norra delen)) en Prästegården (zuidelijk deel) (Zweeds: Prästegården (södra delen)). Prästegården (noordelijk deel) heeft 68 inwoners (2005) en een oppervlakte van 18 hectare en Prästegården (zuidelijk deel) heeft 57 inwoners (2005) en een oppervlakte van 7 hectare. De plaats ligt op het eiland Hisingen en grenst direct aan een baai van het Kattegat.